# Måneskin
I Måneskin (AFI: [ˈmɔːnəˌske̝nˀ]) sono un gruppo musicale pop rock italiano formatosi a Roma nel 2016 e composto da Damiano David (voce), Victoria De Angelis (basso), Thomas Raggi (chitarra) ed Ethan Torchio (batteria).
Hanno raggiunto la notorietà in Italia nel 2017 in seguito alla partecipazione all'undicesima edizione di X Factor, grazie alla quale, pur essendosi classificati secondi, hanno firmato un contratto con l'etichetta discografica Sony Music, pubblicando l'EP Chosen nello stesso anno. L'anno seguente è uscito l'album di debutto Il ballo della vita, contenente il singolo Torna a casa, che ha consacrato il gruppo a livello nazionale, permettendo di intraprendere un'estesa tournée tutto esaurito. Nel 2021 è stato pubblicato il secondo album Teatro d'ira - Vol. I, contenente il brano Zitti e buoni, che ha permesso alla formazione di trionfare alla 71ª edizione del Festival di Sanremo e alla 65ª edizione dell'Eurovision Song Contest, raccogliendo l'eredità di Toto Cutugno, ultimo italiano ad averlo vinto nel 1990. Il successo all'Eurovision ha permesso ai Måneskin di affermarsi sulla scena mondiale, facendo sì che diversi brani della loro discografia, e in particolare i brani Beggin' e I Wanna Be Your Slave, scalassero le classifiche internazionali. Sulla scia di questi successi si colloca la pubblicazione del terzo album in studio Rush! (2023).
Il gruppo ha accumulato numerosi riconoscimenti musicali internazionali, tra cui un American Music Award, un Billboard Music Award, tre MTV Europe Music Award, due MTV Video Music Award e una candidatura ai Grammy Award; inoltre, durante la loro carriera i Måneskin hanno venduto circa 40 milioni di copie stimate tra album e singoli.

## Storia

### Primi anni (2015-2017)
Alcuni anni dopo una prima collaborazione tra il cantante Damiano David e la bassista Victoria De Angelis, nel novembre 2015 De Angelis ricontattò David con lo scopo di formare un gruppo; alla formazione si aggiunsero il chitarrista Thomas Raggi, amico di De Angelis dalle scuole medie musicali, e il batterista Ethan Torchio, trovato tramite un annuncio pubblicato su Facebook da De Angelis.
Nel 2016 il gruppo vinse il Pulse - High School Band Contest e per la prima volta fece uso del nome Måneskin, una parola danese (traducibile in italiano come chiaro di luna), lingua d'origine di De Angelis da parte della madre. Nello stesso anno esordirono con il primo concerto ufficiale a Faenza, in occasione del Meeting delle etichette indipendenti.

### X FactoreIl ballo della vita(2017-2020)
Nel 2017 prendono parte all'undicesima edizione del talent show X Factor e, dopo aver superato le fasi iniziali con successo, si classificano secondi sotto la guida del mentore Manuel Agnelli. In concomitanza con il talent esce Chosen, EP prodotto da Lucio Fabbri, certificato triplo disco di platino dalla FIMI e contenente l'omonimo singolo, che riceverà il doppio platino.
Il 7 gennaio 2018 siglano la prima apparizione in Rai come ospiti a Che tempo che fa; in seguito partecipano alle trasmissioni E poi c'è Cattelan e Ossigeno, quest'ultimo condotto da Manuel Agnelli. Il 23 marzo esce il loro secondo singolo, Morirò da re, il primo in italiano, certificato triplo disco di platino. Il 28 aprile sono ospiti del programma Saturday Night Live, condotto da Claudio Bisio.

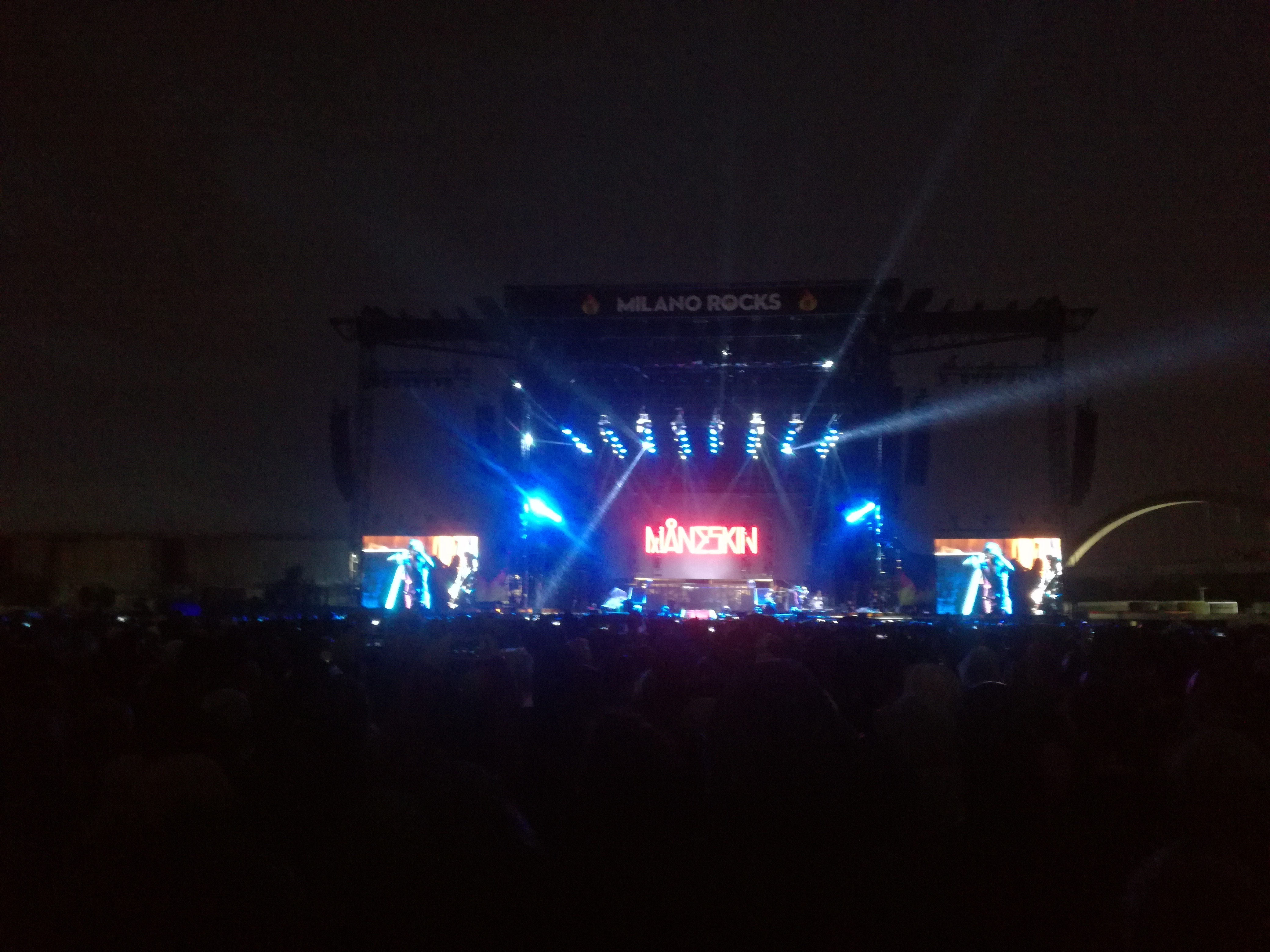
I Måneskin al Milano Rocks 2018

Il 12 giugno, alla seconda serata dei Wind Music Awards, ricevono i premi CD Platino per l'album Chosen e Singolo Platino per il brano omonimo. Il 16 giugno partecipano alla settima edizione di Radio Italia Live - Il concerto, per poi esibirsi al Summer Festival 2018. Nella data del 6 settembre della loro tournée autunnale del 2018 aprono il concerto degli Imagine Dragons a Milano. Il 28 settembre pubblicano il singolo Torna a casa, che riscuote un enorme successo, divenendo il primo singolo del gruppo ad arrivare in vetta alla Top Singoli stilata da FIMI.
Il 25 ottobre sono ospiti del primo live di X Factor 12. Il giorno seguente viene pubblicato il primo album in studio Il ballo della vita: al fine di presentarlo, in alcuni cinema italiani il 24 ottobre viene proiettato il documentario This Is Måneskin (l'incasso è di 74 306 € con 6 428 biglietti venduti). Segue una tournée europea, Il ballo della vita tour, che parte a novembre 2018 e ottiene il tutto esaurito in ognuna delle tappe, spingendo la formazione ad aggiungere nuove date nel successivo periodo estivo.
Il 18 gennaio 2019 viene pubblicato il terzo estratto dall'album, Fear for Nobody, seguito l'11 aprile da L'altra dimensione, che diventa la loro quarta top ten nella Top Singoli della FIMI. In seguito continuano la tournée europea, conclusasi il 14 settembre. Il giorno precedente è stato pubblicato il video di Le parole lontane, ultimo estratto dall'album, che si posiziona subito nelle tendenze di YouTube Italia. Il 31 ottobre 2019 sono ospiti per il secondo anno consecutivo a X Factor Italia, mentre il 28 novembre 2019 si esibiscono con un concerto al Dome di Londra.

### Teatro d'ira - Vol. Ie il successo internazionale (2020-2021)

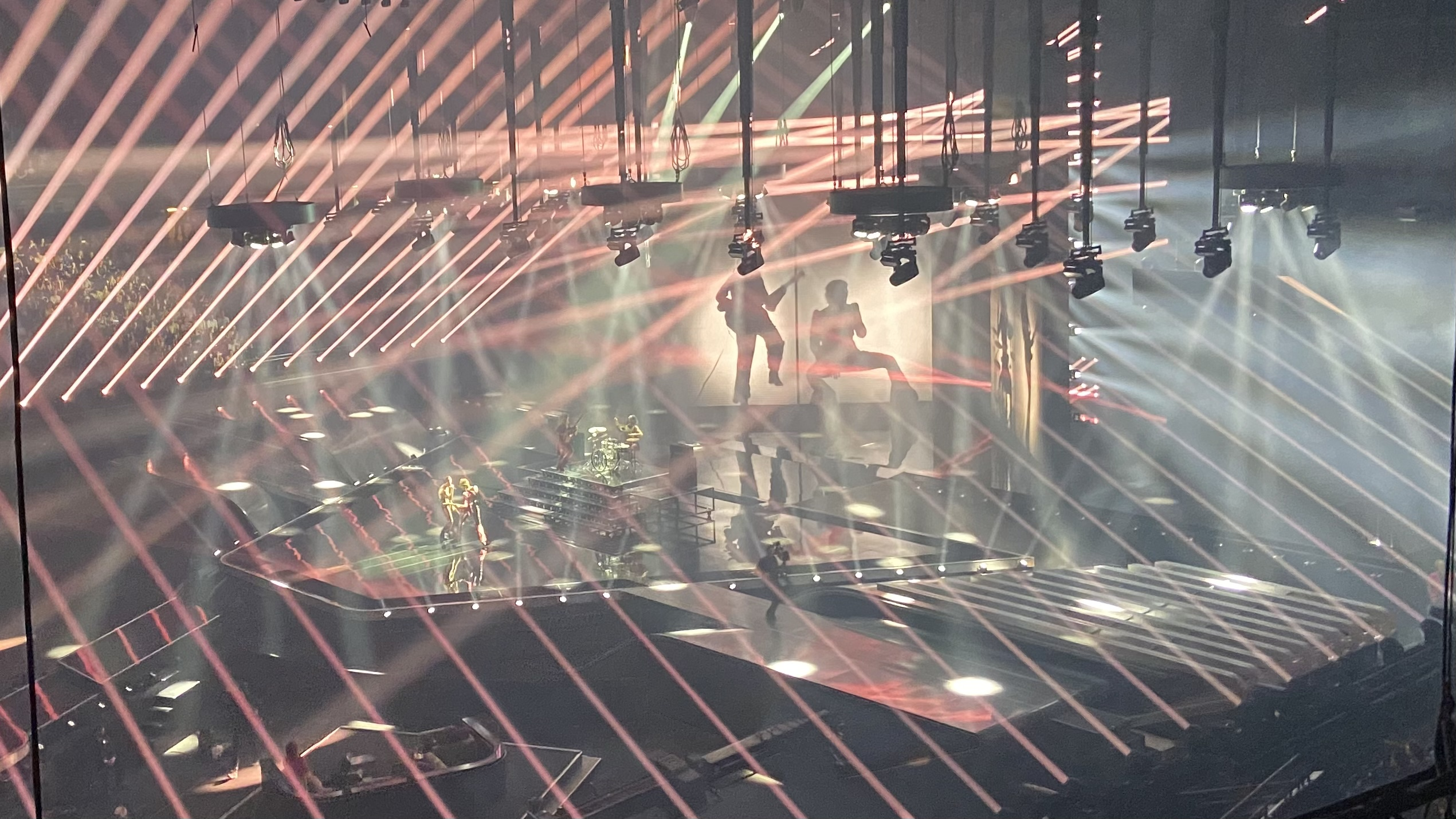
I Måneskin alla prima semifinale dell'Eurovision Song Contest 2021

Il 30 ottobre 2020 i Måneskin tornano sulle scene musicali con il singolo Vent'anni, primo estratto dal loro secondo album in studio. Due mesi più tardi vengono annunciati come partecipanti al Festival di Sanremo 2021 con il brano Zitti e buoni e vincono nella serata conclusiva della manifestazione; durante la terza serata del festival eseguono Amandoti dei CCCP insieme a Manuel Agnelli. Il 19 marzo 2021 esce il secondo album Teatro d'ira - Vol. I, composto da otto brani.
La vittoria al Festival di Sanremo dà loro l'accesso all'Eurovision Song Contest 2021 in qualità di rappresentanti dell'Italia. A Rotterdam si classificano al primo posto e diventano i terzi vincitori italiani nella storia della manifestazione, nonché i secondi a vincere nello stesso anno il Festival di Sanremo e l'Eurovision Song Contest con il medesimo brano e all'esordio in entrambe le competizioni: la prima e unica volta in cui ciò era accaduto era nel 1964 (anno in cui Gigliola Cinquetti portò Non ho l'età (per amarti)). I Måneskin sono divenuti inoltre il primo gruppo rock a trionfare dai tempi dei Lordi con Hard Rock Hallelujah nel 2006. Grazie al trionfo all'Eurovision, sia Zitti e buoni che l'album Teatro d'ira - Vol. I, oltre ai brani I Wanna Be Your Slave e Coraline, entrano nelle classifiche settimanali europee e mondiali, nonché in quella globale stilata da Spotify. Zitti e buoni e I Wanna Be Your Slave fanno il loro ingresso anche nella Billboard Global 200 Excl. US. A partire da giugno 2021 il quartetto si esibisce in vari programmi televisivi europei, eseguendo dal vivo Zitti e buoni e I Wanna Be Your Slave. Nelle settimane successive, il successo del gruppo nella rassegna europea venne ricompreso dalla stampa nazionale ed internazionale nella locuzione «estate d'oro dell'Italia», assieme a quelli ottenuti da sportivi italiani in varie manifestazioni.
A maggio David e De Angelis prendono parte alla versione italiana del film Crudelia doppiando due personaggi; inoltre, David presta la voce ad Artie durante l'esibizione di quest'ultimo in una cover del brano I Wanna Be Your Dog degli Stooges. Il 4 luglio 2021 i quattro salgono in vetta alla classifica mondiale di Spotify con la loro versione di Beggin' dei Four Seasons, pubblicata originariamente tre anni prima all'interno dell'EP Chosen. Beggin' debutta nella Billboard Hot 100 alla posizione 78 per poi raggiungere la numero 13, rendendo così i Måneskin i secondi vincitori dell'Eurovision nella storia recente a entrare in classifica. Il 15 luglio viene distribuito il video musicale del terzo singolo I Wanna Be Your Slave, di cui il 6 agosto esce una nuova versione realizzata insieme al cantante statunitense Iggy Pop.

### Rush!e tour mondiali (2021-2023)
L'8 ottobre 2021 viene pubblicato il primo inedito dopo il successo ottenuto nella precedente estate, ovvero il singolo Mammamia, promosso qualche giorno più tardi dal relativo video musicale. Il 26 ottobre 2021 debuttano nella televisione statunitense con un'esibizione al Tonight Show di Jimmy Fallon, durante il quale il conduttore annuncia che il quartetto avrebbe aperto il concerto dei Rolling Stones del 6 novembre 2021; sempre a novembre sono ospiti all'Ellen DeGeneres Show, dove eseguono Beggin'. Il 9 dicembre, ospiti alla finale di X Factor 15, si esibiscono sulle note di I Wanna Be Your Slave, Zitti e buoni, Beggin' e Mammamia. Il 22 gennaio 2022 approdano allo storico talk show statunitense Saturday Night Live. Il 1º febbraio successivo sono invitati alla serata d'apertura del Festival di Sanremo 2022, dove, oltre al brano vincitore della precedente edizione Zitti e buoni, interpretano la traccia Coraline. Poco tempo dopo annunciano la tournée mondiale Loud Kids Tour Gets Louder, con date in Giappone, Sud America, Nord America ed Europa.
L'8 aprile il gruppo ha reso disponibile sui social un'anteprima di un brano inedito intitolato Gasoline, inciso come parte dell'iniziativa Stand Up for Ukraine indetta da Global Citizen. Nove giorni più tardi il gruppo lo ha eseguito dal vivo in occasione dell'annuale Coachella Valley Music and Arts Festival, al termine della quale David ha rivolto una critica nei confronti del presidente russo Vladimir Putin in merito all'invasione russa dell'Ucraina del 2022. Il 13 maggio è stato pubblicato il singolo Supermodel, prodotto da Max Martin, Rami e Sly e coscritto dal gruppo insieme a Justin Tranter, presentato dal vivo alla finale dell'Eurovision Song Contest 2022 a Torino il giorno successivo. Nelle settimane seguenti il gruppo ha tenuto alcuni concerti presso i principali festival europei, tra cui il Rock am Ring. Il 17 giugno viene distribuita la loro versione di If I Can Dream di Elvis Presley, contenuta nella colonna sonora del biopic Elvis diretto da Baz Luhrmann.

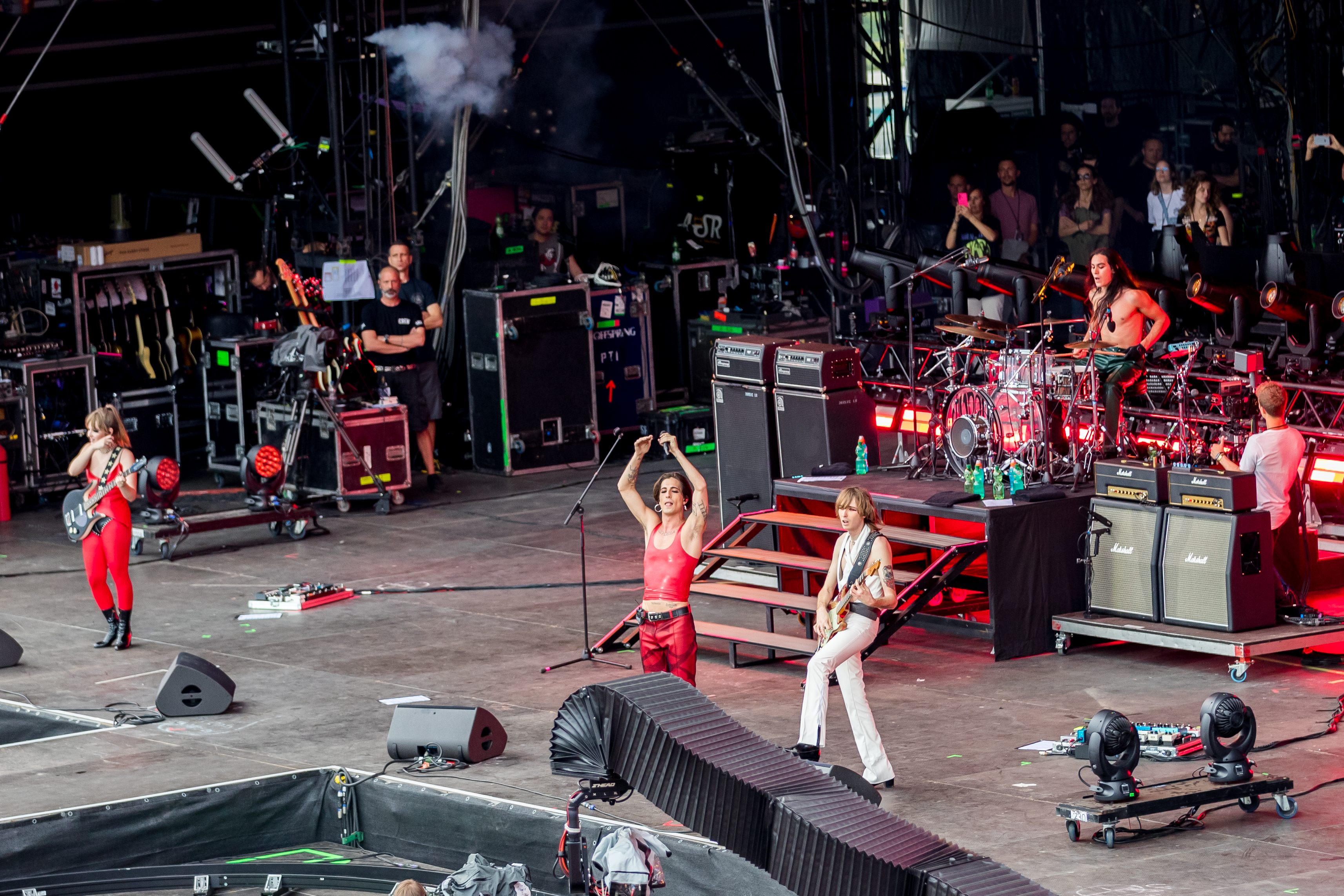
I Måneskin al Rock am Ring nel 2022

Nell'agosto 2022 diventano i primi artisti italiani a vincere un premio agli MTV Video Music Awards, precisamente nella categoria miglior video alternativo grazie a I Wanna Be Your Slave. Il 7 ottobre 2022 viene pubblicato The Loneliest, che risulta essere il brano più riprodotto al mondo sulla piattaforma Spotify durante la prima settimana di rilevazione, oltre a ottenere più di 1,2 milioni di visualizzazioni su YouTube nelle sue prime 24 ore di pubblicazione. In autunno hanno trionfato agli American Music Award grazie a Beggin' e hanno ricevuto una candidatura ai Grammy Awards 2023 nella categoria miglior artista esordiente.
Il 16 dicembre seguente è stata annunciata la lista tracce del terzo album del gruppo, intitolato Rush! e pubblicato il 20 gennaio 2023. Il disco presenta 17 brani, tra cui i tre singoli precedentemente editi, ed è stato promosso anche da La fine (16 dicembre 2022) e Gossip con Tom Morello (13 gennaio 2023), l'ultimo dei quali presentato dal vivo al Festival di Sanremo 2023. Il disco ha registrato un buon successo commerciale in patria e a livello internazionale, debuttando al vertice delle classifiche di sei mercati oltre a quello italiano.
Il 12 settembre 2023 vincono un MTV Video Music Award al miglior video rock con The Loneliest; durante la cerimonia hanno eseguito dal vivo il singolo Honey (Are U Coming?), pubblicato a inizio mese. Il 15 settembre seguente hanno tenuto un'esibizione a sorpresa presso il Times Square, pochi giorni prima del concerto al Madison Square Garden con cui è stata inaugurata la tappa nordamericana del Rush! World Tour. Il 10 novembre seguente è uscita una riedizione dell'album, intitolata Rush! (Are U Coming?), e contenente sei inediti, tra cui il precedentemente menzionato Honey (Are U Coming?) e Valentine.

### Progetti solisti (2024-presente)
Il 28 febbraio 2024 Victoria De Angelis ha pubblicato il suo primo mixtape da solista, Victoria's Treat, reso disponibile per lo streaming esclusivamente su SoundCloud; il 30 agosto seguente, invece, la bassista ha pubblicato il singolo Get Up Bitch! Shake Ya Ass, in collaborazione con la cantante brasiliana Anitta.
Nello stesso anno anche Damiano David ha intrapreso una carriera da solista, esordendo il 27 settembre con Silverlines, che ha anticipato il suo album di debutto solista Funny Little Fears, uscito il 16 maggio 2025.

## Stile musicale e influenze
Secondo David il «gruppo è una traduzione della musica del passato nella modernità». Nel corso della loro carriera i Måneskin sono stati classificati come pop rock, rock alternativo, o glam rock.

Nel primo album in studio Il ballo della vita prevale un'influenza funk, come si può intuire dalle tracce Fear for Nobody, Sh*t Blvd e New Song. Come osservato dal critico Luca Mastinu di Optimagazine, i testi delle canzoni, scritti dal solo David, risultano il giusto connubio di metrica e concetti, senza sfociare nel banale poetico né risultare superficiale, rendendo così possibile trasformare la voce in un potente ed espressivo strumento musicale. Sulla scelta del titolo del disco, De Angelis ha dichiarato a Rolling Stone Italia:

Nel secondo album Teatro d'ira - Vol. I lo stile della band presenta dei cambiamenti, avvicinandosi maggiormente all'hard rock, come si evince dal secondo singolo Zitti e buoni. Il disco è stato registrato interamente in presa diretta al fine di ricreare la stessa atmosfera che i Måneskin hanno provato durante i concerti tenuti negli anni precedenti. Tale concetto è stato ribadito dal gruppo nel corso della presentazione dell'album:
A proposito dell'album, la rivista Rolling Stone Italia ha dichiarato: «I Måneskin se ne fregano di risultare sopra le righe e questa è cosa buona e giusta. Si sente che sono giovanissimi e te lo sbattono in faccia. La sbruffoneria fa parte del DNA del rock e con essa il rischio di risultare ridicoli». Il loro aspetto e il loro sound sono stati paragonati alla musica rock degli anni settanta. I membri della band hanno citato varie influenze musicali, tra cui Led Zeppelin, Fleetwood Mac, Nirvana, Radiohead, Franz Ferdinand, David Bowie e Gentle Giant, i Rolling Stones e i Doors, Arctic Monkeys, Red Hot Chili Peppers, Harry Styles, Bruno Mars e le rock band italiane Marlene Kuntz, Verdena e Afterhours. Parlando di loro e dell'esibizione all'Eurovision, la rivista The Guardian ha affermato: «Gli italiani con le scarpe da ginnastica e l'eyeliner hanno infuocato il palco con il loro rock punk-funk a torso nudo, che hanno cantato nella loro lingua madre».

## Formazione
- Damiano David – voce (2016-presente)
- Victoria De Angelis – basso (2016-presente)
- Thomas Raggi – chitarra (2016-presente)
- Ethan Torchio – batteria (2016-presente)

## Discografia

### Album in studio
- 2018 – Il ballo della vita
- 2021 – Teatro d'ira - Vol. I
- 2023 – Rush!

### Album dal vivo
- 2024 – Live in Japan - Rush! World Tour

## Tournée
- 2018/19 – Il ballo della vita tour
- 2022/23 – Loud Kids Tour Gets Louder
- 2023 – Rush! World Tour

## Riconoscimenti
- American Music Awards
  - 2021 – Candidatura alla Favorite Trending Song per Beggin'[98]
  - 2022 – Canzone rock preferita per Beggin'[66]
  - 2022 – Candidatura al Nuovo artista dell'anno[66]
  - 2022 – Candidatura al Duo o gruppo pop preferito[66]
  - 2022 – Candidatura all'Artista rock preferito[66]
- Billboard Music Awards
  - 2022 – Miglior canzone rock per Beggin'[99]
  - 2022 – Candidatura al Miglior artista rock[99]
- Bravo Otto
  - 2021 – Candidatura alla Rivelazione nazionale o internazionale[100]
- BreakTudo Awards
  - 2021 – Candidatura all'Artista internazionale in ascesa[101]
  - 2021 – Candidatura alla Hit internazionale per Beggin'[101]
- BRIT Awards
  - 2022 – Candidatura al Gruppo internazionale dell'anno[102]
  - 2022 – Candidatura alla Canzone internazionale dell'anno per I Wanna Be Your Slave[102]
- Danish Music Awards
  - 2021 – Candidatura alla Hit internazionale dell'anno per I Wanna Be Your Slave[103]
- E! People's Choice Awards
  - 2022 – Candidatura al Gruppo del 2022[104]
- Emma gaala
  - 2022 – Canzone straniera più ascoltata in streaming dell'anno per I Wanna Be Your Slave[105]
- Eurovision Song Contest
  - 2021 – Eurostory Best Lyrics Award per il miglior testo con Zitti e buoni[106]
- Festival di Sanremo
  - 2021 – Miglior canzone per Zitti e buoni
- Fonogram Awards
  - 2022 – Album o registrazione internazionale dell'anno – hard rock/metal per Teatro d'ira - Vol. I[107]
  - 2024 – Candidatura all'Album o registrazione internazionale dell'anno – hard rock/metal per Rush! (Are U Coming?)[108]
- Gaffa Prisen
  - 2022 – Nuovo artista internazionale dell'anno[109]
  - 2022 – Candidatura al Gruppo musicale internazionale dell'anno[109]
- Grammy Awards
  - 2023 – Candidatura al Miglior artista esordiente[67]
- iHeartRadio Music Awards
  - 2022 – Miglior nuovo artista alternativo[110]
  - 2022 – Candidatura al Miglior nuovo artista pop[111]
  - 2022 – Candidatura al TikTok Bop of the Year per Beggin'[111]
  - 2023 – Candidatura al Miglior duo o gruppo dell'anno[112]
  - 2023 – Candidatura al Miglior artista alternativo[112]
- LOS40 Music Awards
  - 2021 – Candidatura al Miglior artista o gruppo rivelazione internazionale[113]
- MTV Europe Music Awards
  - 2021 – Miglior artista rock[114]
  - 2021 – Candidatura al Miglior artista italiano[115]
  - 2021 – Candidatura al Miglior gruppo[116]
  - 2022 – Candidatura al Miglior artista rock[117]
  - 2022 – Candidatura al Miglior artista italiano[117]
  - 2023 – Miglior artista rock[118]
  - 2023 – Candidatura al Miglior artista dal vivo[118]
  - 2023 – Candidatura al Miglior gruppo[118]
  - 2023 – Miglior artista italiano[118]
- MTV Video Music Awards
  - 2022 – Miglior video alternativo per I Wanna Be Your Slave[119]
  - 2022 – Candidatura al Miglior artista esordiente[119]
  - 2022 – Candidatura al Miglior gruppo[119]
  - 2023 – Miglior video rock per The Loneliest[120]
  - 2023 – Candidatura al Miglior gruppo[120]
- MTV Video Music Awards Japan
  - 2022 – Miglior video rivelazione internazionale per Supermodel[121]
- Music Awards
  - 2018 – Premio WMA – Album per Chosen[122]
  - 2018 – Premio WMA – Singolo per Chosen[122]
  - 2019 – Premio SEAT - Album per Il ballo della vita[123]
  - 2019 – Premio SEAT – Singolo per Torna a casa[123]
  - 2019 – Premio SEAT – Live per Il ballo della vita tour[123]
- Nickelodeon Kids' Choice Awards
  - 2019 – Candidatura all'Artista italiano preferito[124]
- NME Awards
  - 2022 – Candidatura al Miglior gruppo musicale nel mondo[125]
- NRJ Music Award
  - 2021 – Candidatura al Gruppo/duo internazionale dell'anno[126]
  - 2022 – Candidatura al Gruppo/duo internazionale dell'anno[127]
- Premio Lunezia
  - 2019 – Candidatura alle Qualità musical-letterarie per Il ballo della vita
- Rockol Awards
  - 2021 – Candidatura al Miglior album italiano per Teatro d'ira - Vol. I[128]
- Swiss Music Awards
  - 2022 – Candidatura al Miglior gruppo internazionale[129]
  - 2022 – Candidatura alla Rivelazione internazionale[129]
- UK Music Video Awards
  - 2022 – Candidatura al Miglior video rock internazionale per Supermodel[130]
- Videoclip Italia Awards
  - 2023 – Miglior videoclip rock per "The Loneliest"
  - 2023 – Migliore Fotografia per "The Loneliest"[131]
  - 2024 – Miglior videoclip rock per Gossip
  - 2024 – Migliore Makeup & Hair per Gossip[132]
- Altri riconoscimenti
  - 2021 – Candidatura al Premio Amnesty con Stato di natura (con Francesca Michielin)[133]
  - 2021 – Premio Lupa capitolina[134]
  - 2023 – Premio alla carriera Città di Sanremo[135]